# Anisonyx sesuto
Anisonyx sesuto är en skalbaggsart som beskrevs av Louis Albert Péringuey 1908. Anisonyx sesuto ingår i släktet Anisonyx och familjen Melolonthidae. Inga underarter finns listade i Catalogue of Life.